# Indicatifs régionaux 571 et 703

Carte de la Virginie avec les territoires de ses indicatifs régionaux. Les indicatifs régionaux 571 et 703 se trouvent au nord-est de l'État.

Les indicatifs régionaux 571 et 703 sont des indicatifs téléphoniques régionaux de l'État de  Virginie aux États-Unis. Ces indicatifs desservent le nord-est de l'État.
Les indicatifs régionaux 571 et 703 font partie du plan de numérotation nord-américain.

## Principales villes desservies par l'indicatif
- Alexandria
- Fairfax
- Falls Church
- Manassas
- Manassas Park

## Comtés desservis par l'indicatif
- Arlington
- Fairfax
- Fauquier, partiellement
- Loudoun, partiellement
- Prince William, partiellement
- Stafford, partiellement

## Source
- (en) Cet article est partiellement ou en totalité issu de l’article de Wikipédia en anglais intitulé « Area codes 571 and 703 » (voir la liste des auteurs).